# Opatovice (Červené Pečky)
Opatovice jsou vesnice v okrese Kolín, je součástí městyse Červené Pečky. Nachází se 1,7 kilometru jihozápadně od Červených Peček. Opatovice jsou také název katastrálního území o rozloze 2,16 km².

## Historie
První písemná zmínka o vesnici pochází z roku 1487.

## Pamětihodnosti
- Socha svaté Markéty[5]
- Kaple v západní části vsi

## Další fotografie

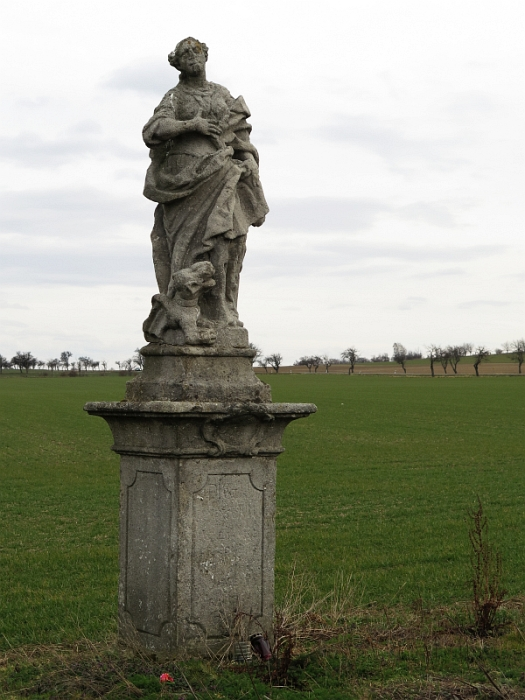
Socha sv. Markéty východně od vsi, při silnici do Vysoké

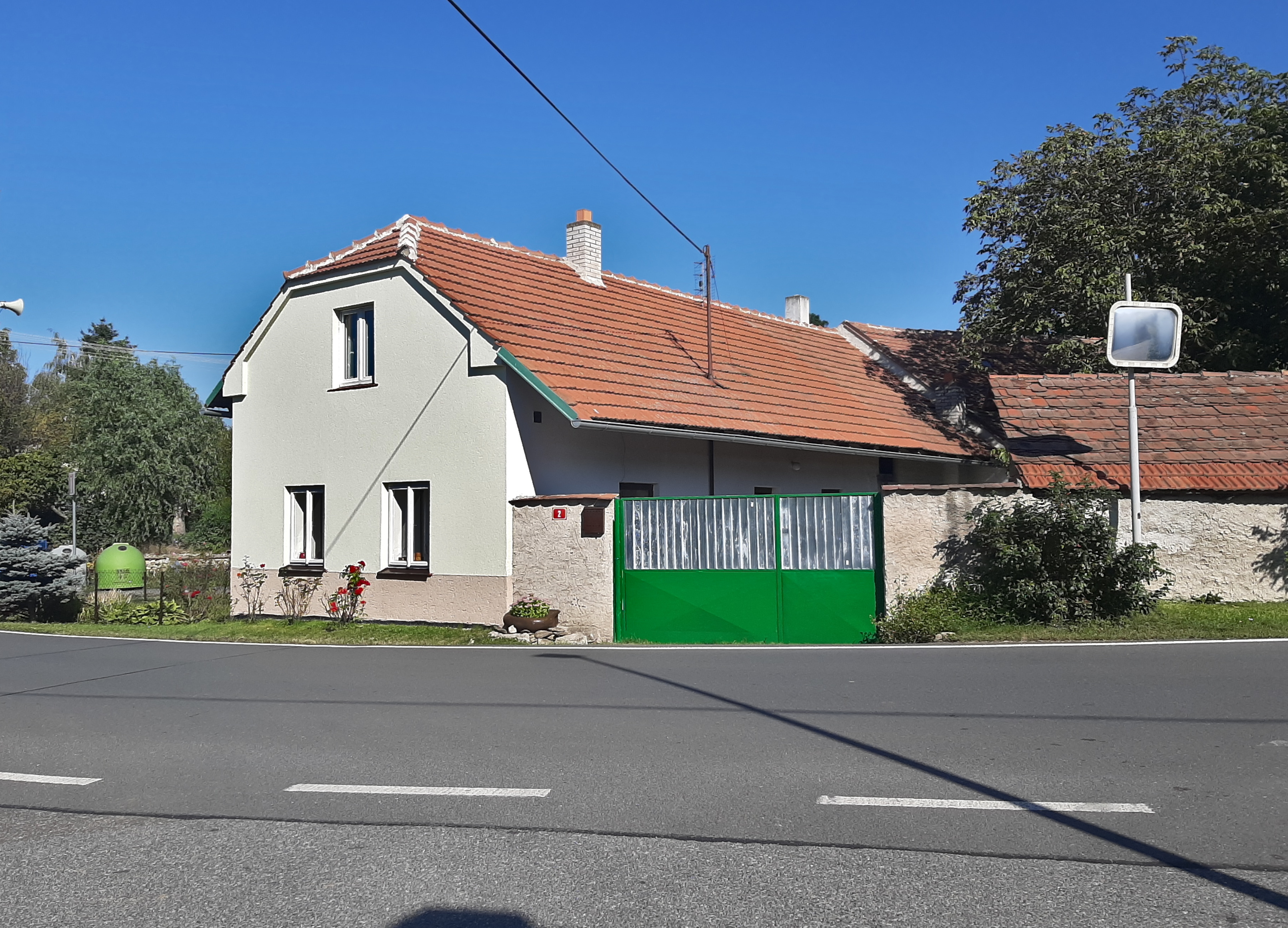
Dům čp. 2 u hlavní silnice
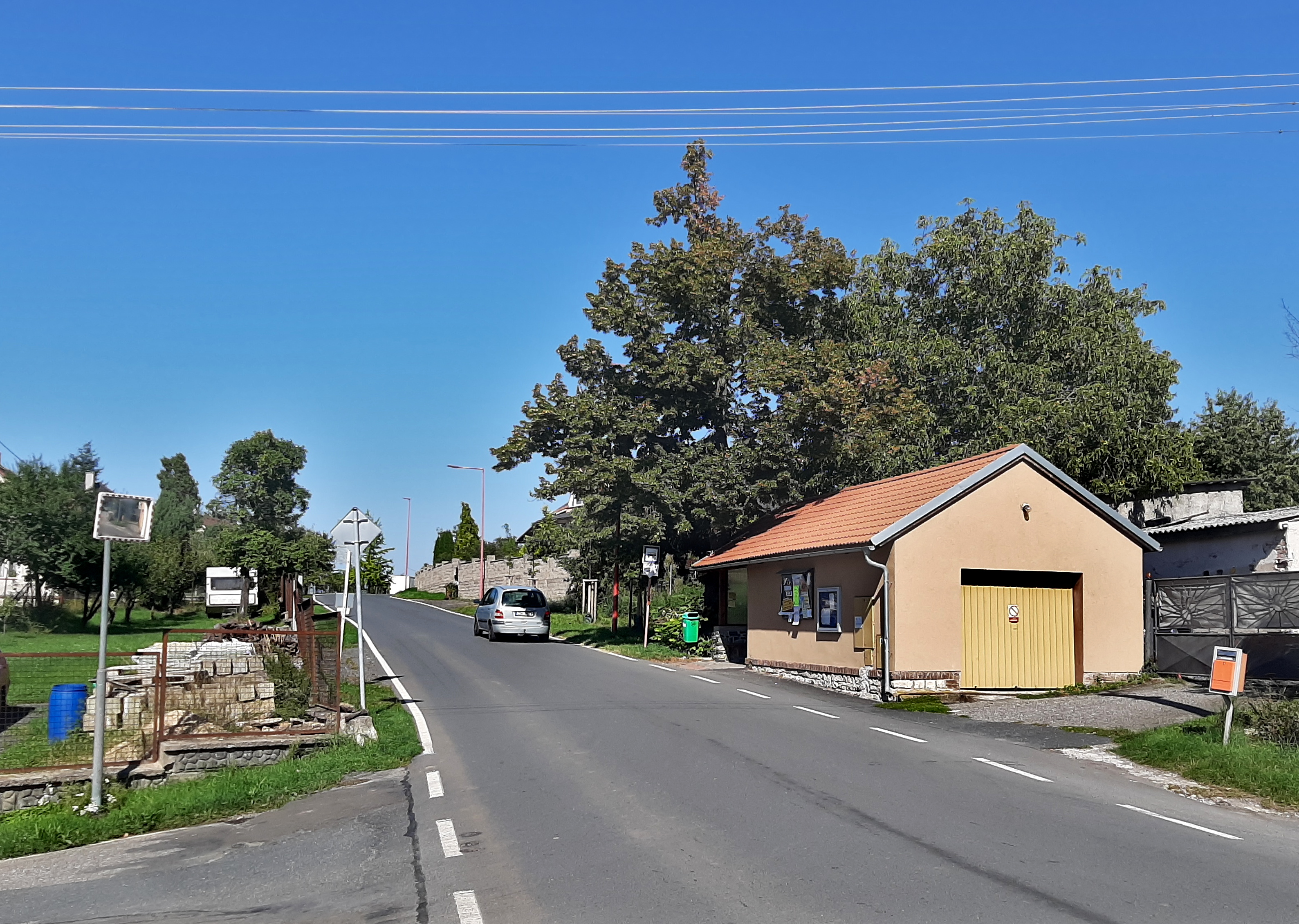
Silnice ke Kolínu
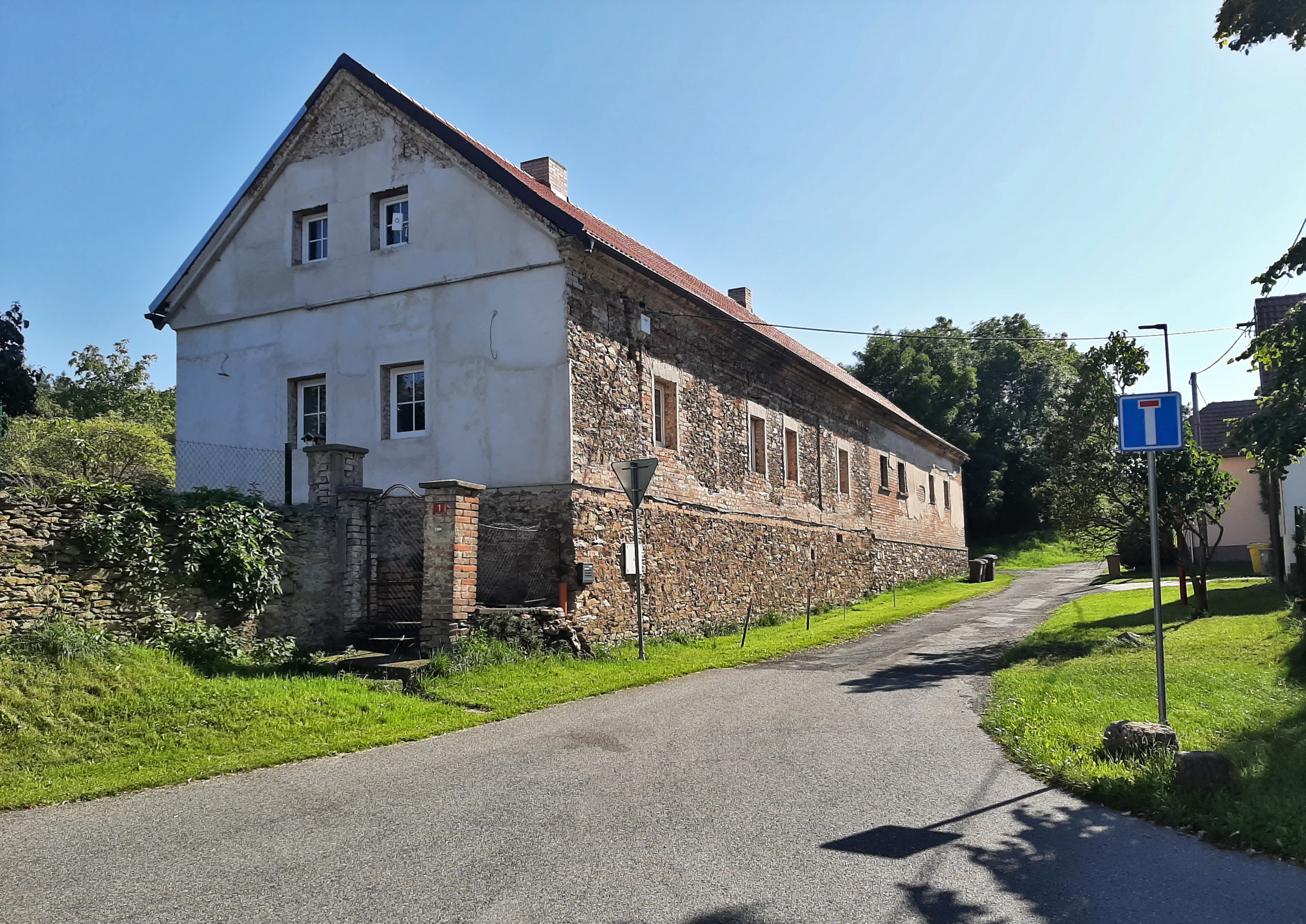
Kotvaldův statek
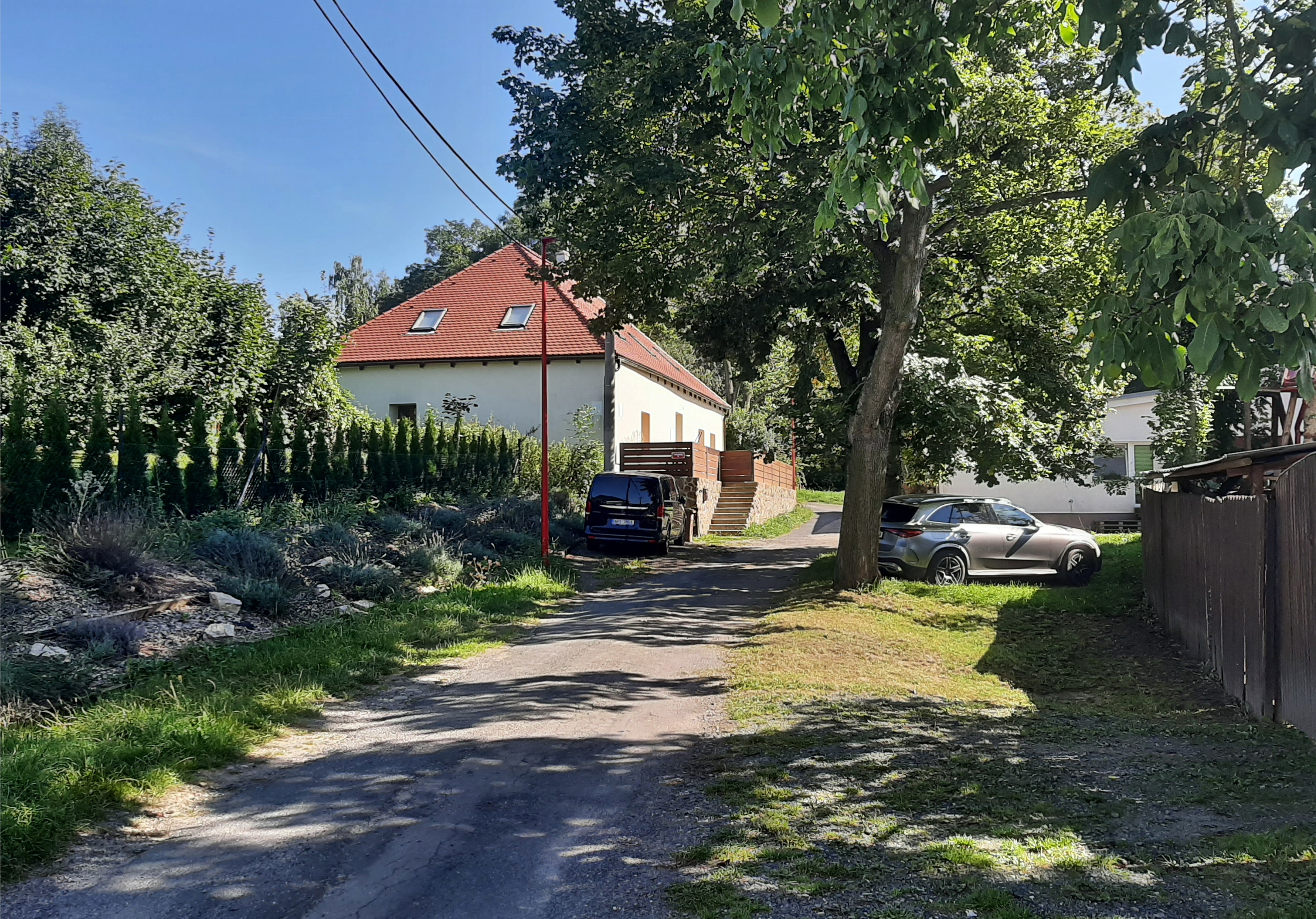
Východní část vsi